# Veluwemeer-Aquädukt

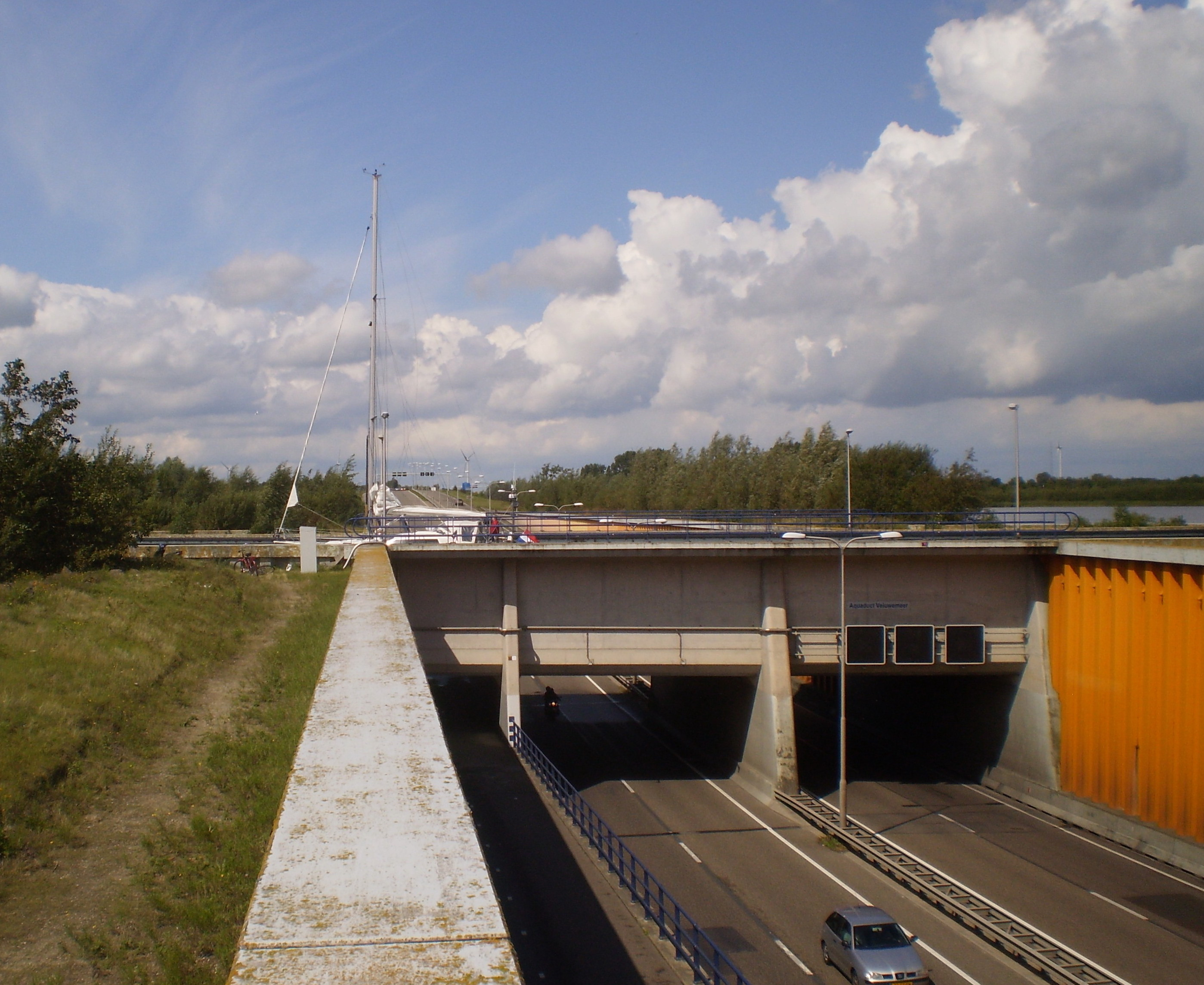

Das Veluwemeer-Aquädukt ist ein 25 Meter langer, 19 Meter breiter, schiffbarer Aquädukt (auch Trogbrücke genannt) der das Veluwemeer mit dem Wolderwijd in der Nähe von Harderwijk, Niederlande verbindet. Es wurde 2002 eröffnet und überquert die Straße N302, die hier in einem Trog verläuft.

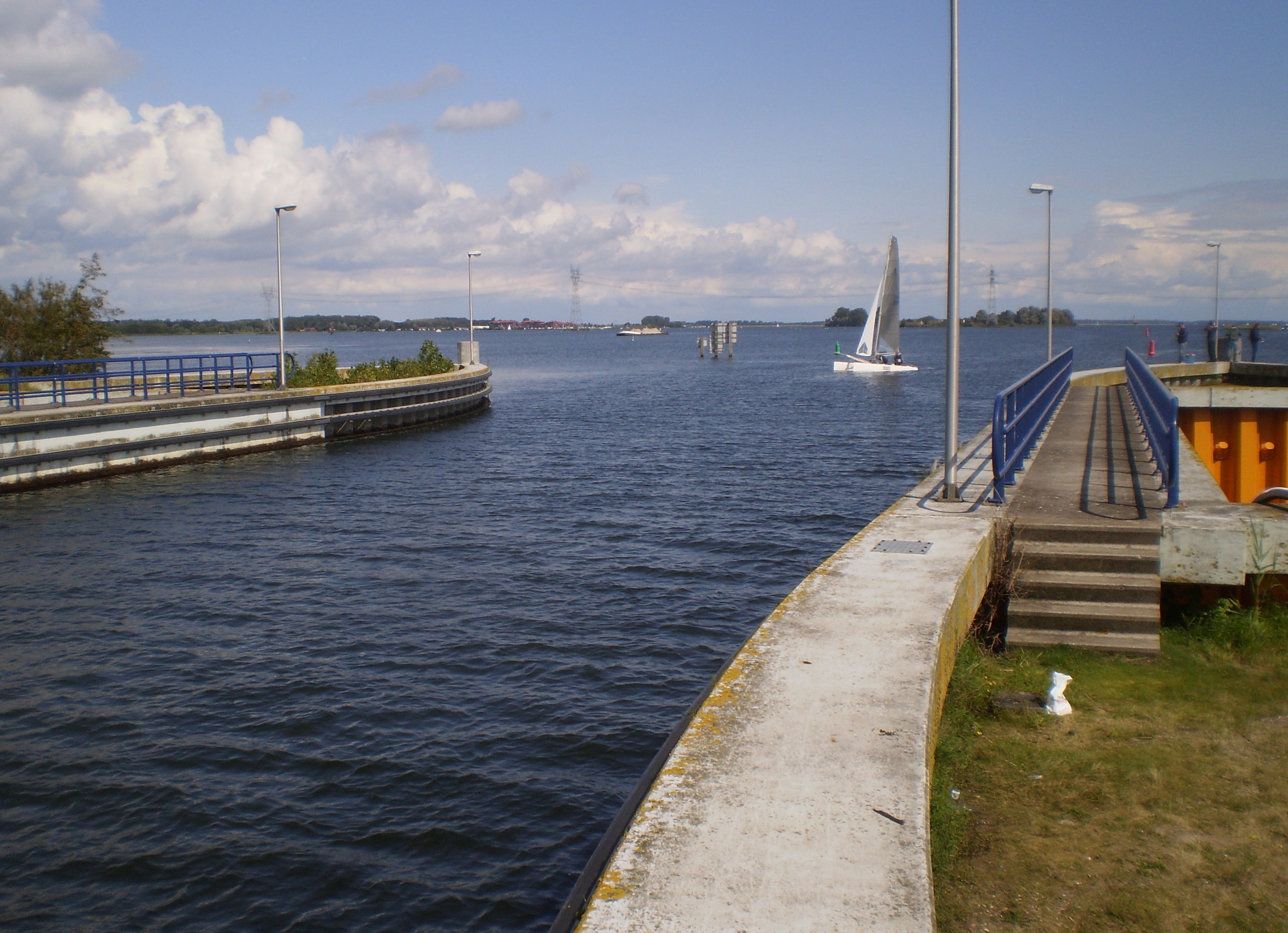
Einer der Fußwege

Wo das Aquädukt die N302 kreuzt, beträgt die Wassertiefe drei Meter. Auf beiden Seiten der Wasserstraße gibt es außerdem Fußgängerüberwege.
Für den Bau des Aquädukts wurden rund 22.000 Kubikmeter Beton sowie Stahlspundwände benötigt, um das schwere Gewicht des Wassers über der Straße zu tragen und zu verhindern, dass Wasser und Sedimente auf die darunter liegende Straße gelangen.